# Élections fédérales canadiennes de 1963
Les élections fédérales canadiennes de 1963 se déroulent le 8 avril 1963 dans le but d'élire les députés de la 26e législature de la Chambre des communes du Canada. Il s'agit de la 26e élection générale depuis la Confédération canadienne, en 1867. Elles se soldent par la défaite du gouvernement minoritaire progressiste-conservateur de John Diefenbaker et l'élection d'un gouvernement minoritaire libéral dirigé par Lester B. Pearson.

## Contexte
Au cours de la dernière année du gouvernement progressiste-conservateur, des membres du conseil des ministres de Diefenbaker avaient tenté de l'expulser de la direction du parti et donc du poste de premier ministre. En plus des inquiétudes au sein du parti sur le style de leadership de Diefenbaker, il y avait eu une grave division dans les rangs du parti sur la question de permettre des missiles nucléaires américains (les missiles Bomarc) sur le territoire canadien. Diefenbaker et ses alliés s'opposent à cette proposition, et bien d'autres conservateurs et le Parti libéral, y sont favorables.
Le 30 janvier, le département d'État américain publie un communiqué, qui contredit, point par point, une allocution du premier ministre à la Chambre, traitant « implicitement le chef d'État d'un pays ami de menteur ». Le ministre de la Défense nationale, Douglas Harkness, démissionne de son poste de cabinet le 4 février 1963 à cause de l'opposition de Diefenbaker aux missiles. « Le 5 février, le chef de l'opposition, Lester Pearson, demande un vote de non-confiance, et celui-ci est appuyé par une requête identique du Parti créditiste. Les deux motions passent par une majorité confortable de 31 voix...» Diefenbaker est défait et le 25e Parlement est dissous.
Le président Kennedy souhaitait ardemment la défaite de Diefenbaker et la victoire de Pearson. Toutefois, Pearson lui a fait savoir clairement qu'il ne souhaitait aucune intervention américaine. Pendant la compagne, toutefois, l'hebdomadaire américain Newsweek, qui jouissait d'une large distribution au Canada et qui était « considéré comme l'organe central du fan-club Kennedy, dirigé par son copain Ben Bradley, publia [...] une photo de couverture où Diefenbaker avec l'air dément. »
Le parti de Pearson fait campagne sur une plateforme qui promet de commencer le mandat du Parti libéral, s'il est élu, avec « 60 jours de décisions » sur des questions comme l'introduction d'un nouveau drapeau canadien, la réforme du système de santé, un régime public de pensions et d'autres réformes législatives.
Bien qu'ils remportent 41 % des suffrages, ce qui est habituellement suffisant pour l'élection d'un gouvernement majoritaire, il manque sept sièges aux libéraux pour former une majorité. Les libéraux forment donc un gouvernement minoritaire qui dépend de l'appui du Nouveau Parti démocratique (NPD) social-démocrate pour faire adopter des projets de loi.
Le NPD avait été formé en 1961 par un autre parti social-démocrate, le Parti social démocratique du Canada, et par le Congrès du travail du Canada, un regroupement de différents syndicats ouvriers. L'élection de 1963 est la deuxième à laquelle participe le NPD, qui remporte une part un peu moins importante des voix que lors de l'élection de 1962 et perd deux sièges. Ils sont de nouveau déçus par l'échec de leur nouveau partenariat avec le mouvement ouvrier à produire une percée électorale, particulièrement en Ontario, qui a la population la plus importante et donc le plus grand nombre de sièges aux communes.
Le Parti Crédit social du Canada ne réussit pas à augmenter sa représentation dans l'Ouest canadien et perd quatre de ses sièges au Québec. Le résultat déséquilibré mène à une division du parti lorsque Robert N. Thompson refuse de démissionner pour permettre à Réal Caouette de devenir chef du parti. Caouette et ses partisans quittent le Parti Crédit social pour siéger en tant que caucus créditiste distinct, le Ralliement des créditistes.

## Résultats

### dans le pays
|                                                                                 |                                       |                                       |                     |        |        |         |           |         |         |
| Parti                                                                           | Parti                                 | Chef                                  | Nombre de candidats | Sièges | Sièges | Sièges  | Voix      | Voix    | Voix    |
| Parti                                                                           | Parti                                 | Chef                                  | Nombre de candidats | 1962   | Élus   | % Diff. | Nombre    | %       | % Diff. |
|                                                                                 | Libéral                               | Lester Pearson                        | 265                 | 99     | 128    | +29,3 % | 3 276 995 | 41,52 % | +4,55 % |
|                                                                                 | Progressiste-conservateur             | John Diefenbaker                      | 265                 | 116    | 93     | -18,1 % | 2 582 322 | 32,72 % | -4,50 % |
|                                                                                 | Crédit social                         | R. N. Thompson                        | 224                 | 30     | 24     | -20,0 % | 940 703   | 11,92 % | +0,32 % |
|                                                                                 | NPD                                   | Tommy Douglas                         | 232                 | 19     | 17     | -10,5 % | 1 044 701 | 13,24 % | -0,33 % |
|                                                                                 | Libéral-travailliste                  |                                       | 1                   | 1      | 1      | -       | 16 794    | 0,21 %  | +0,01 % |
|                                                                                 | Libéral indépendant                   | Libéral indépendant                   | 6                   | -      | -      | -       | 14 658    | 0,19 %  | +0,05 % |
|                                                                                 | Indépendant                           | Indépendant                           | 9                   | -      | -      | -       | 5 236     | 0,07 %  | -0,04 % |
|                                                                                 | Communiste                            | Leslie Morris                         | 12                  | -      | -      | -       | 4 234     | 0,05 %  | -0,03 % |
|                                                                                 | Progressiste-conservateur indépendant | Progressiste-conservateur indépendant | 2                   | -      | -      | -       | 1 965     | 0,02 %  | -0,01 % |
|                                                                                 | Conservateur indépendant              | Conservateur indépendant              | 2                   | *      | -      | *       | 1 159     | 0,01 %  | *       |
|                                                                                 | Ouvrier indépendant                   |                                       | 1                   | -      | -      | -       | 1 064     | 0,01 %  | +0,01 % |
|                                                                                 | Crédit social indépendant             | Crédit social indépendant             | 2                   | *      | -      | *       | 717       | 0,01 %  | *       |
|                                                                                 | Nationaliste                          |                                       | 1                   | *      | -      | *       | 540       | 0,01 %  | *       |
|                                                                                 | Candidat libéral des electeurs        |                                       | 1                   | -      | -      | -       | 496       | 0,01 %  | -0,02 % |
|                                                                                 | Socialiste-travailliste               |                                       | 1                   | *      | -      | *       | 43        | x       | *       |
| Total                                                                           | Total                                 | Total                                 | 1 023               | 265    | 265    | -       | 7 891 627 | 100 %   |         |
| Sources : http://www.elections.ca — Historique des circonscriptions depuis 1867 |                                       |                                       |                     |        |        |         |           |         |         |

Notes :
- * : n'a pas présenté des candidats lors de l'élection précédente
- x : moins de 0,005 % des voix

### Par province
| Parti                                 | Parti                          | Parti          | C-B  | AB   | SK   | MB   | ON   | QC   | N-B  | N-É  | ÎPE  | TNL  | TNO  | YK   | Total |
| ------------------------------------- | ------------------------------ | -------------- | ---- | ---- | ---- | ---- | ---- | ---- | ---- | ---- | ---- | ---- | ---- | ---- | ----- |
|                                       | Libéral                        | Sièges :       | 7    | 1    | -    | 2    | 51   | 47   | 6    | 5    | 2    | 7    | -    | -    | 128   |
|                                       | Libéral                        | Voix (%) :     | 32,3 | 22,1 | 24,1 | 33,8 | 45,8 | 45,6 | 47,3 | 46,7 | 46,4 | 64,5 | 41,0 | 43,2 | 41,5  |
|                                       | Progressiste-conservateur      | Sièges :       | 4    | 14   | 17   | 10   | 27   | 8    | 4    | 7    | 2    | -    | 1    | 1    | 95    |
|                                       | Progressiste-conservateur      | Voix (%) :     | 23,4 | 45,3 | 53,7 | 42,3 | 35,0 | 19,5 | 40,4 | 46,9 | 52,0 | 30,1 | 49,6 | 56,8 | 32,7  |
|                                       | Crédit social                  | Sièges :       | 2    | 2    | -    | -    | -    | 20   | -    | -    |      |      | -    |      | 24    |
|                                       | Crédit social                  | Voix (%) :     | 13,3 | 25,8 | 3,9  | 7,0  | 2,0  | 27,3 | 8,6  | 0,1  |      |      | 9,4  |      | 11,9  |
|                                       | NPD                            | Sièges :       | 9    | -    | -    | 2    | 6    | -    | -    | -    | -    | -    |      |      | 17    |
|                                       | NPD                            | Voix (%) :     | 30,3 | 6,5  | 18,2 | 16,7 | 16,2 | 7,1  | 3,7  | 6,4  | 1,6  | 4,2  |      |      | 13,2  |
|                                       | Libéral-travailliste           | Sièges :       |      |      |      |      | 1    |      |      |      |      |      |      |      | 1     |
|                                       | Libéral-travailliste           | Voix (%) :     |      |      |      |      | 0,6  |      |      |      |      |      |      |      | 0,2   |
| Total sièges :                        | Total sièges :                 | Total sièges : | 22   | 17   | 17   | 14   | 85   | 75   | 10   | 12   | 4    | 7    | 1    | 1    | 265   |
| Partis n'ayant remporté aucun siège : |                                |                |      |      |      |      |      |      |      |      |      |      |      |      |       |
|                                       | Libéral indépendant            | Voix (%) :     |      |      |      |      | 0,3  | 0,1  |      |      |      | 1,3  |      |      | 0,2   |
|                                       | Indépendant                    | Voix (%) :     | xx   | 0,1  | xx   | 0,2  | xx   | 0,1  |      |      |      |      |      |      | 0,1   |
|                                       | Communiste                     | Voix (%) :     | 0,1  | 0,1  | 0,1  |      | 0,1  | xx   |      |      |      |      |      |      | 0,1   |
|                                       | PC indépendant                 | Voix (%) :     |      |      |      |      | xx   | 0,1  |      |      |      |      |      |      | xx    |
|                                       | Conservateur indépendant       | Voix (%) :     |      |      |      |      | xx   |      |      |      |      |      |      |      | xx    |
|                                       | Ouvrier indépendant            | Voix (%) :     |      |      |      |      |      | 0.1  |      |      |      |      |      |      | xx    |
|                                       | Crédit social indépendant      | Voix (%) :     |      |      |      |      |      | xx   |      |      |      |      |      |      | xx    |
|                                       | Nationaliste                   | Voix (%) :     |      |      |      |      |      | xx   |      |      |      |      |      |      | xx    |
|                                       | Candidat libéral des électeurs | Voix (%) :     |      |      |      |      |      | xx   |      |      |      |      |      |      | xx    |
|                                       | Socialiste-travailliste        | Voix (%) :     |      |      |      |      |      | xx   |      |      |      |      |      |      | xx    |

- xx : moins de 0,05 % des voix